# Ilex formosana
{{#ifeq:0|0|{{#if:Ilex formosana|{{#if:|[[]}}|[[]]}}}}
Ilex formosana — вид квіткових рослин з родини падубових.

## Морфологічна характеристика
Це вічнозелений кущ чи дерево 8–15 метрів заввишки. Кора сіро-коричнева, гладка. Молоді гілки сіро-білі чи сіро-коричневі в сухому стані, поздовжньо кутасті й борозенчасті, голі чи злегка запушені; гілочки другого-третього року тонко тріщинуваті. Прилистки дрібні. Ніжка листка 5–13 мм, адаксіально (верх) широко борозенчаста чи сплощена, гола. Листова пластина абаксіально зеленувата, адаксіально насичено-зелена, злегка блискуча, в сухому стані сіро-оливкова, еліптична, еліптично-ланцетна або видовжено-ланцетна, рідше обернено-ланцетна, (3.5)6–10 × (1.5)2–3.5 см, обидві поверхні голі, край рідко зубчасто-пилчастий або рідко лише хвилястий, верхівка від загостреної до хвостато-загостреної. Плід червоний, кулястий чи майже так, 4–6 мм у діаметрі. Квітне у березні — травні; плодить у липні — листопаді.

## Поширення
Ареал: пд.-сх. Китай, Тайвань, Філіппіни. Населяє ліси, узлісся, чагарники, узбережжя річок, гори; від рівня моря до 1500(2100) метрів.